# Ледгебе
Ледгебе (груз. ლედგებე) — село в Грузії.
За даними перепису населення 2014 року в селі проживає 697 особи.